# 1987 w grach komputerowych

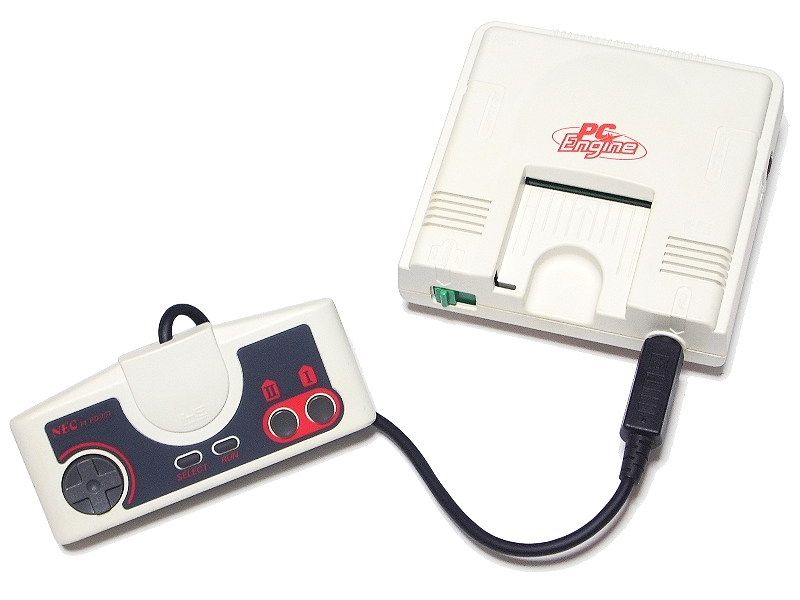
PC Engine (PI-TG001) with controller (PI-PD001).

Artykuł opisuje ważne wydarzenia w 1987 roku w branży gier komputerowych. Zobacz też: historia gier komputerowych.

## Wydarzenia
- 30 października – wydanie konsoli TurboGrafx-16 w Japonii

## Wydane Gry
- 18 stycznia – Zelda II: The Adventure of Link
- 26 stycznia – Dragon Quest II
- 6 czerwca – Test Drive
- 5 lipca – Leisure Suit Larry 1: W krainie próżności
- 18 grudnia – Final Fantasy
- dokładna data wydania nieznana – Metal Gear
- dokładna data wydania nieznana – Street Fighter
- dokładna data wydania nieznana – Aaargh!
- dokładna data wydania nieznana – Ai Senshi Nicol
- dokładna data wydania nieznana – Hexan